# Farnabazo I
Farnabazo pertenecía a una familia noble de la alta élite persa. Su padre, Artabazo I, era sátrapa de la Frigia helespóntica. La dinastía farnácida comenzó con su abuelo Farnaces, tío y personaje notable de la corte de Darío I. Desde ese momento los descendientes de Farnaces estuvieron siempre muy próximos al rey.
Muy poco se conoce de la vida o actos de Farnabazo. Parece que alrededor del año 455 a. C. habría tomado el gobierno de la satrapía, siendo sucedido por su hijo Farnaces II antes del año 430 a. C.
Tan poco se sabe acerca de Farnabazo que es posible que ni siquiera llegara a ser sátrapa. Su padre servía aún al rey en el año 449 a. C. y algunos eruditos creen que Farnabazo servía a su padre. En esta teoría, a Artabazo le sucedería directamente su nieto Farnaces.